# چشمه مورینه (دلفان)
چشمه مورینه (دلفان)، روستایی از توابع بخش میربگ شهرستان دلفان در استان لرستان ایران است.

## جمعیت
این روستا در [[دهستان میربگ جنوبی قرار دارد و براساس سرشماری مرکز آمار ایران در سال ۱۳۸۵، جمعیت آن ۷۲ نفر (۱۵خانوار) بوده‌است.